# Daimon

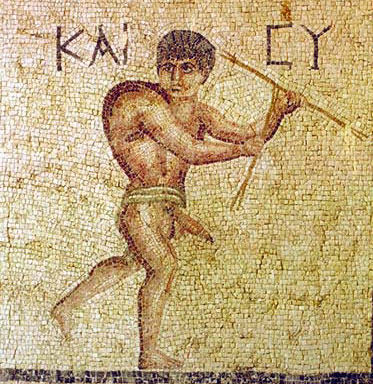
Daimon

Daimon (Oudgrieks: δαίμων, daímon; Latijn: dæmon; Nederlands: daimoon) is in de Griekse mythologie oorspronkelijk de aanduiding voor een meestal goedwillend wezen dat ergens tussen goden en stervelingen in staat, een bovennatuurlijk wezen zoals een lagere godheid. Een voorbeeld hiervan is te vinden in Plato's Symposium.
In de joods-christelijke traditie spreekt men over een demon in de betekenis van een kwaadwillende geest.

## Griekse daimonen
Alhoewel bij Homerus de woorden θεοί, theoi, "goden" en δαίμονες, daimones praktisch als synoniem werden gebruikt, maakten latere schrijvers als Plato wel een onderscheid tussen de twee. In Cratylus (398b) legt Plato de etymologie van δαίμονες, daimones uit als δαήμονες, daēmones, "het weten van de wijzen", hoewel de oorsprong van het woord met meer waarschijnlijkheid toe te schrijven valt aan daiō, daio, "het verdelen van lotsbestemmingen".
Dat de term dus oorspronkelijk duidde op een spiritueel wezen dat iemands karakter kon beïnvloeden, is duidelijk bij Socrates. Een agathos daimōn, "goede geest" bijvoorbeeld was goedwillend en Socrates sprak over zijn daimon of 'genius' als over een geest die hem aanzette tot het zoeken en verkondigen van de waarheid. Pas veel later is de term ook toepasselijk geworden om er wezens van lagere orde mee aan te duiden die niet langer het welzijn van de mens tot doel hadden, maar eerder onheil en ongeluk met zich meebrachten.
Later ontstond er een afzonderlijke klasse van goddelijke wezens, die men daimonen noemde. Volgens de dichters waren dit mensen uit de Gouden Eeuw, die na hun dood daimonen waren geworden, beschermers van de mensen, die onzichtbaar op aarde rondzweefden. Zij waakten over recht en onrecht en schonken aan de mensen rijkdom. Het is evenwel de vraag, of de plaatsen bij de Griekse dichters, waar van deze daimonen gesproken wordt, niet in latere tijd zijn ingelast. De wijsgeren hebben de leer van de daimonen meer ontwikkeld. Sinds men begonnen was ook de heroën als hogere wezens te vereren, plaatste men in rang tussen de goden en de heroën de klasse van de daimonen. Terwijl de goden zich al meer en meer van de omgang met de mensenwereld terugtrokken, vulden de daimonen de kloof, die aldus tussen goden en mensen ontstond, aan. Zij waren een middenklasse van wezens, die de mensen steeds nabij waren en evenals zij onderhevig aan vreugde en verdriet. Op het lot van de mensen konden zij een werkdadige invloed uitoefenen.

### Leer van de daimonen
Volgens de wijsgeer Plato brengen zij de bevelen en gaven van de goden naar de aarde over en dragen de smekingen en gebeden van de mensen opwaarts tot hen. Het zijn bemiddelaars. Uit de scholen van de wijsheren ging de leer van die daimonen over in het volksgeloof. Men pleegde ze te onderscheiden in goede, agathodaimonen, en in kwade, alastores, naarmate zij de mensen geluk of ongeluk aanbrachten. Vooral door de wijsgeer Socrates won het geloof veld, dat ieder mens zijn persoonlijke daimon bezat, die hem van zijn geboorte af aan beschermde en zijn zedelijk leven bestuurde. Men behoefde slechts één stap verder te gaan, om aan iedere mens twee daimonen, één goede en één boze toe te kennen, die over de richting van zijn daden strijd voerden.

## Romeinse daimonen
Bij de Romeinen vinden wij dergelijke wezens in de di Indigetes en de Genii

## Jodendom en christendom
In het jodendom van na de Babylonische ballingschap werden geesten gezien als kwaadaardige afstammelingen van gevallen engelen. In de Septuagint werd voor deze geesten de term daímōn gebruikt. Dit gebruik vond ook ingang in het Nieuwe Testament en het vroege christendom. Later werden demonen gezien als de gevallen engelen zelf en werd gedacht dat zij aanbeden werden als heidense goden. Ze worden in het christendom gezien als kwade geesten, demonen, duivels.